# Ronnie Creager
Ronnie Creager, ameriški poklicni rolkar, * 14. januar 1974, Orange County, Kalifornija, ZDA.
Creager je postal poklicni rolkar pri 18. letih. Slovi po bolj tehničnemu in switch rolkanju. S éS ekipe so ga odslovili, ker ni hotel delati trikov čez stopnice in na ograje, s Foundation ekipe pa zaradi govoric, da naj bi šel k ekipi Blind.
Ko je leta 2000 ostal brez sponzorja za obutev, je skupaj s Patrick Keenerjem ustanovil podjetje Nadia, v katerega je vložil veliko denarja, ki pa je kmalu propadlo.
| - Blind (??? - ) - Tensor (??? - ) - Etnies (2005 - ) - Bones Wheels (2007 - ) - Droors (??? - ???) - Black Top (??? - ???) - Nadia (??? - ???) - éS (1996 - 2000) - Foundation (??? - ???) | - What if? (Blind, 2006) |